# Skënder Hodja
Skënder Hodja (30 maggio 1960) è un ex calciatore albanese, di ruolo centrocampista.